# Ebala pointeli
Ebala pointeli é uma espécie de molusco pertencente à família Murchisonellidae.
A autoridade científica da espécie é de Folin, tendo sido descrita no ano de 1868.
Trata-se de uma espécie presente no território português, incluindo a zona económica exclusiva.